# Stade de Saint-Jean
 (avril 2022).
Le Stade de Saint-Jean est un stade polyvalent situé dans le quartier Saint-Jean de Saint-Barthélemy, une collectivité d'outre-mer française dans les Caraïbes. C'est le seul stade de l'île et accueille actuellement les matchs des équipes locales de rugby et de l'équipe nationale de football de Saint Barthélemy.

## Histoire
Le stade a été construit à l'origine quelque temps avant 1979 et avait régulièrement de mauvaises conditions au niveau du sol et d'herbe. En 2010, Roman Abramovitch, milliardaire russe et propriétaire du Chelsea FC, a acheté une propriété personnelle sur l'île et a fait un don de 3 millions d'euros pour rénover le stade. La rénovation comprenait l'installation d'un gazon artificiel et d'une piste d'athlétisme. Peu de temps après l'achèvement, le stade a été inauguré avec un match de football de célébrités qui comprenait les anciens professionnels Robert Pires et José Touré et le coureur de Formule 1 Paul Belmondo.
La reconstruction du stade et l'ajout d'un complexe attenant pour les équipes visiteuses ont permis à l'équipe nationale de football de Saint-Barthélemy de disputer son premier match à domicile en 2010 face à l'équipe de football de Saint-Martin. Après le passage de l'ouragan Irma, Abramovitch a financé les réparations du stade.